# Hyalinobatrachium taylori
Hyalinobatrachium taylori là một loài ếch trong họ Centrolenidae.
Nó được tìm thấy ở Guyane thuộc Pháp, Guyana, Suriname, Venezuela, và có thể Brasil. Trong tiếng Tây Ban Nha nó được gọi là ranita de cristal de Taylor.
Các môi trường sống tự nhiên của chúng là các khu rừng ẩm ướt đất thấp nhiệt đới hoặc cận nhiệt đới, rừng mây ẩm nhiệt đới và cận nhiệt đới, và sông. Nó không được xem là bị đe dọa theo IUCN.